# Corral de Piedra Dos
Corral de Piedra Dos är en ort i Mexiko.   Den ligger i kommunen Tlatlaya och delstaten Mexiko, i den södra delen av landet, 140 km sydväst om huvudstaden Mexico City. Corral de Piedra Dos ligger 1 075 meter över havet och antalet invånare är 224.
Terrängen runt Corral de Piedra Dos är kuperad söderut, men norrut är den bergig. Runt Corral de Piedra Dos är det ganska glesbefolkat, med 47 invånare per kvadratkilometer. Närmaste större samhälle är San Mateo, 8,8 km nordväst om Corral de Piedra Dos. I omgivningarna runt Corral de Piedra Dos växer huvudsakligen savannskog.